# Provincia Ușak
Provincia Ușak este o provincie a Turciei cu o suprafață de  km², localizată în vestul Turciei.